# Espelette
Espelette é uma comuna francesa na região administrativa da Nova Aquitânia, no departamento dos Pirenéus Atlânticos. Estende-se por uma área de 26,79 km². Em 2010 a comuna tinha 2 034 habitantes (densidade: 75,9 hab./km²).